# Iugerum
Iugerum (latinsky iūgerum, plurál iūgera) je stará římská plošná míra zhruba představující plochu, kterou oráč s koněm zorá za jeden den od rána do večera. Takto stanovená jednotka (ale již s rozdílnými rozměry) přešla plynule do používání i ve středověké Evropě; v Čechách se nazývala jitro (též korec nebo strych), v německojazyčném prostředí Morgen, ve Francii arpent.

## Velikost a název
Římské iugerum bylo svázáno s římskou stopou, 28 800 stop tvořilo jedno iugerum.. Jeho velikost tedy byla 2 518,88 m², zhruba něco přes 25 arů. Název je nějakým způsobem odvozen od jha (latinsky iugum).